# Na domácí frontě (román)
Na domácí frontě (finsky Juoksuhaudantie) je nejznámějším a nejoceňovanějším románem finského spisovatele Kariho Hotakainena. Poprvé vyšel roku 2002, do češtiny byl přeložen v roce 2006.
Hotakainen za román získal Cenu Finlandia (2002) a Literární cenu Severské rady (2004).

## Obsah
V románě se odehrává tragikomický příběh Mattiho, který se snaží zachránit svoji rodinu a získat zpět dceru. Hlavní hrdina je muž, který, ač dělá, co může, není spokojen se svým životem, což ho vede ke krajnímu a zoufalému řešení své situace.
S knihou se ocitáme v životě mnoha Finů středního věku, v době po „ženské emancipační válce“, kdy mnoho žen odchází pracovat a muži zůstávají doma, starají se o domácnost a děti. I když ženy mají co chtěly, nejsou stejně spokojeny a trpí jak ony, tak jejich muži. Matti si připadá jako voják na domácí frontě, kvůli přílišné emancipaci žen se nemůže chovat jako muž. Když v hádce uhodí svoji ženu, která se poté odstěhuje, Matti se rozhodne ji i dceru získat zpět tím, že jim obstará domek, po kterém jeho žena vždy toužila. Začíná tedy pátrat po správném objektu, používá však velice zvláštních způsobů. V Mattiho ženě Heleně se bije emancipační postoj, který se po ní v té době očekává, s přirozenou rolí ženy matky. Sama sobě nerozumí, je nespokojená a svaluje vinu na svého muže.

## Česká vydání
- Na domácí frontě. Překlad Vladimír Piskoř. Praha: Dybbuk, 2006. 293 s. ISBN 80-868-6212-7.